# Mark Davis (cestista 1963)
Mark Giles Davis (Chesapeake, 8 giugno 1963) è un ex cestista statunitense, professionista nella NBA, in Europa, Argentina e Giappone.

## Carriera
È stato selezionato dai Cleveland Cavaliers al quarto giro del Draft NBA 1985 (79ª scelta assoluta).

## Palmarès

### Squadra
- Campione CBA (1992)
- Copa del Rey: 1

Saragozza: 1990

### Individuale
- All-CBA First Team (1992)
- All-CBA Second Team (1988)
- MVP Coppa del Re: 1

Saragozza: 1990